# Maquiagem de produto

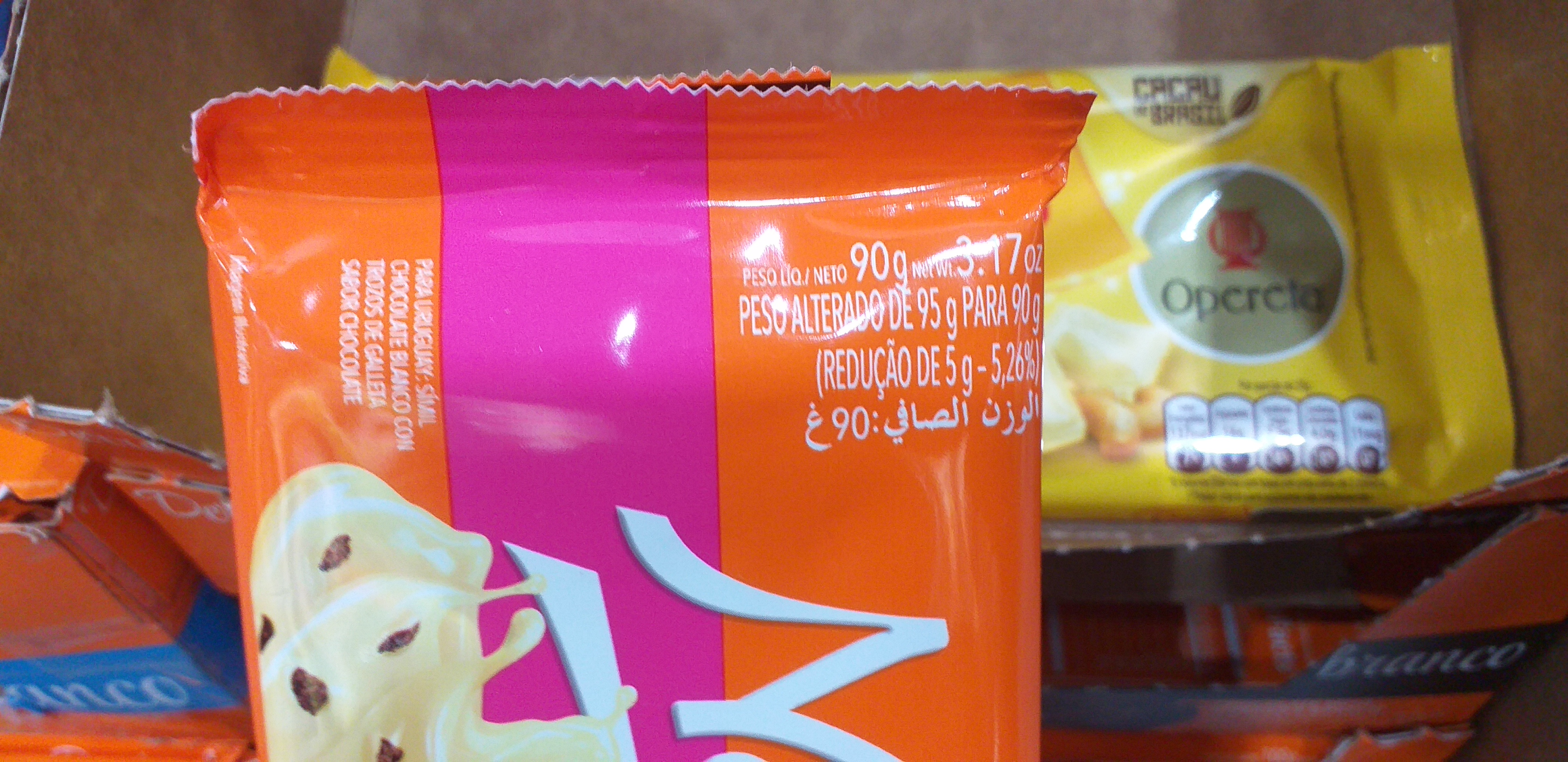
Barra de chocolate da Neugebauer, com aviso de redução de volume.

Maquiagem de produto é um termo utilizado no Brasil para definir a prática de fornecedores em reduzir o peso ou o volume de seus produtos, sem a redução proporcional dos preços. Muitas vezes a manobra não é explicitada de forma clara, o que é ilegal.

## Origem
Esse tipo de manobra surgiu por volta do ano 2000, com a redução em 25% no volume do rolo de papel higiênico, tradicionalmente fabricado com 40 metros, passando a ter 30 metros, o que gerou discussões e até ações judiciais.
Depois disso, outros produtos que tinham uma certa padronização passaram a sofrer constantes e contínuas reduções, principalmente chocolates, bombons, biscoitos, creme de leite, xampu, sorvete, refrigerantes, cervejas. 

## Legislação
De acordo com o Código de Defesa do Consumidor (CDC) e com a Portaria 81/02 do Ministério da Justiça, toda vez que há uma redução na quantidade de um produto já disponível no mercado, as empresas são obrigadas a informar ao consumidor a mudança, de forma clara, precisa e ostensiva.
A comunicação é feita na embalagem ou rótulo do produto, por no mínimo três meses, com dados sobre a quantidade existente antes e depois da mudança (quanto aumentou, ou diminuiu), em termos absolutos e percentuais.
O CDC determina ainda que a oferta e apresentação de produtos ou serviços devem assegurar informações corretas, claras, precisas, ostensivas e em língua portuguesa sobre suas características, qualidades, quantidade, composição, preço, garantia, prazos de validade e origem, entre outros dados.

## Problemas
Tal prática prejudica o consumidor quando da comparação de preços entre produtos semelhantes mas com volume da embalagem diferentes entre si. Além disso, alega-se que o custo ambiental é maior, uma vez que a quantidade de matéria prima da embalagem permanece inalterada, acarretando um acúmulo maior de lixo ao meio ambiente, como também maior combustível e insumos de transporte. 

## Exemplos de produtos maquiados
| Produto                      | Volume Original | Volume Atual | Redução     | Percentual |
| ---------------------------- | --------------- | ------------ | ----------- | ---------- |
| Chocolate em barra           | 200 gramas      | 80 gramas    | 120 gramas  | 60%        |
| Bombom tradicional           | 50 gramas       | 19,5 gramas  | 30,5 gramas | 57%        |
| Cerveja lata                 | 350 ml          | 269 ml       | 81 ml       | 23,14%     |
| Cortes e embutidos de frango | 1 000 gramas    | 600 gramas   | 400 gramas  | 40%        |
| Biscoito tradicional         | 200 gramas      | 100 gramas   | 100 gramas  | 50%        |
| Creme dental                 | 90 gramas       | 70 gramas    | 20 gramas   | 22,22%     |
| Nata (pote)                  | 400 gramas      | 200 gramas   | 200 gramas  | 50%        |
| Papel Higiênico (rolo)       | 40 metros       | 30 metros    | 10 metros   | 25%        |
| Sorvete em pote tradicional  | 2 litros        | 1,2 litros   | 0,8 litros  | 40%        |
| Sabonete em barra            | 90 gramas       | 70 gramas    | 20 gramas   | 22,22%     |

## Empresas que praticam a maquiagem de produtos
Algumas das maiores empresas e marcas que já praticaram a maquiagem de produtos:
- Nestlé[5]
- Chocolates Garoto[6]
- Colgate-Palmolive
- Copacol
- Lacta (Mondelez)
- Kibon
- Danone[6]
- Neugebauer
- Unilever[4][5][6][7]
- Klabin
- Bauducco
- BRF (Sadia e Perdigão)
- PepsiCo[5]
- Coca-Cola[8]